# Ranking iTunes Brasil
Ranking iTunes Brasil era uma tabela musical publicada semanalmente pelo portal Billboard Brasil. A lista compreendia as quarenta canções e álbuns mais comprados na loja iTunes Store brasileira, a partir de dados recolhidos pela Apple.
Com o encerramento das atividades da Billboard no Brasil, no ano de 2019, a tabela pode ser acompanhada diariamente na própria iTunes Store, sendo subdividida em diversos gêneros musicais.

## Histórico
A primeira tabela musical foi divulgada em 13 de fevereiro de 2017 pelo site da Billboard Brasil. Ela foi publicada semanalmente até dezembro de 2018. O encerramento das atividades do site ocorreu em 29 de janeiro de 2019.